# 鳥取市立津ノ井小学校
鳥取市立津ノ井小学校（とっとりしりつ つのいしょうがっこう）は、鳥取県鳥取市桂木にある公立小学校。

## 沿革
- 1873年5月 - 第99番余戸小学校創立。
- 1873年6月 - 第102番紙子谷小学校創立。
- 1882年9月 - 余戸小学校を余戸尋常小学校、紙子谷小学校を紙子谷分教場となる。
- 1881年5月 - 余戸簡易小学校と改称。
- 1888年8月 - 紙子谷分教場を独立し、紙子谷簡易小学校と改称。
- 1892年6月 - 余戸尋常小学校、紙子谷尋常小学校と改称。
- 1899年4月28日 - 余戸尋常小学校と紙子谷尋常小学校が合併し、津ノ井尋常小学校が開校。
- 1902年3月25日 - 津ノ井尋常高等小学校となる。
- 1941年4月1日 - 津ノ井国民学校と改称。
- 1947年4月1日 - 津ノ井村立津ノ井小学校と改称。
- 1963年4月22日 - 鳥取市との合併により鳥取市立津ノ井小学校と改称。
- 1985年1月9日 - 現在地に新校舎を建築し移転。[1]
- 1997年4月1日 - 鳥取市立若葉台小学校を分離開校。

## 通学区域
- 海蔵寺、紙子谷、桂木、香取、生山、杉崎、津ノ井、南栄町、祢宜谷、広岡、船木

## 進学先中学校
- 鳥取市立桜ヶ丘中学校

## 交通
- JR因美線津ノ井駅より徒歩5分
- 鳥取駅バスターミナル：日本交通「若桜」「若葉台」行き（路線番号：70H・73・74・75・77）、津ノ井小学校前バス停下車。
- 鳥取駅バスターミナル：日本交通「津ノ井倉田循環」（路線番号：66・76）、桂木バス停下車。

## 関係者

### ゆかりある人物
- 沢田研二 - 歌手、校区の旧津ノ井村の母親の実家で誕生。1984年に学校にグランドピアノを寄贈した。